# باشگاه فوتبال برمودا هاگز
برمودا هاگز یک تیم فوتبال اهل برمودا بود که در همیلتون، برمودا واقع شده بود. این تیم که در سال ۲۰۰۶ تأسیس شد، در لیگ برتر توسعه یواس‌ال (پی‌دی‌ال)، رده چهارم هرم فوتبال آمریکا، در بخش اقیانوس اطلس میانی کنفرانس شرق بازی کرد. در ۲۸ مه ۲۰۱۳، باشگاه اعلام کرد که به دلیل مشکلات مالی از لیگ خارج شده است.